# Gornja Brela
Gornja Brela – wieś w Chorwacji, w żupanii splicko-dalmatyńskiej, w gminie Brela. W 2011 roku liczyła 128 mieszkańców.